# Gonidomus newtoni
Gonidomus newtoni е изчезнал вид коремоного от семейство Streptaxidae.

## Разпространение
Видът е бил ендемичен за остров Мавриций, но сега е изчезнал.